# Sandeep Bhagwati

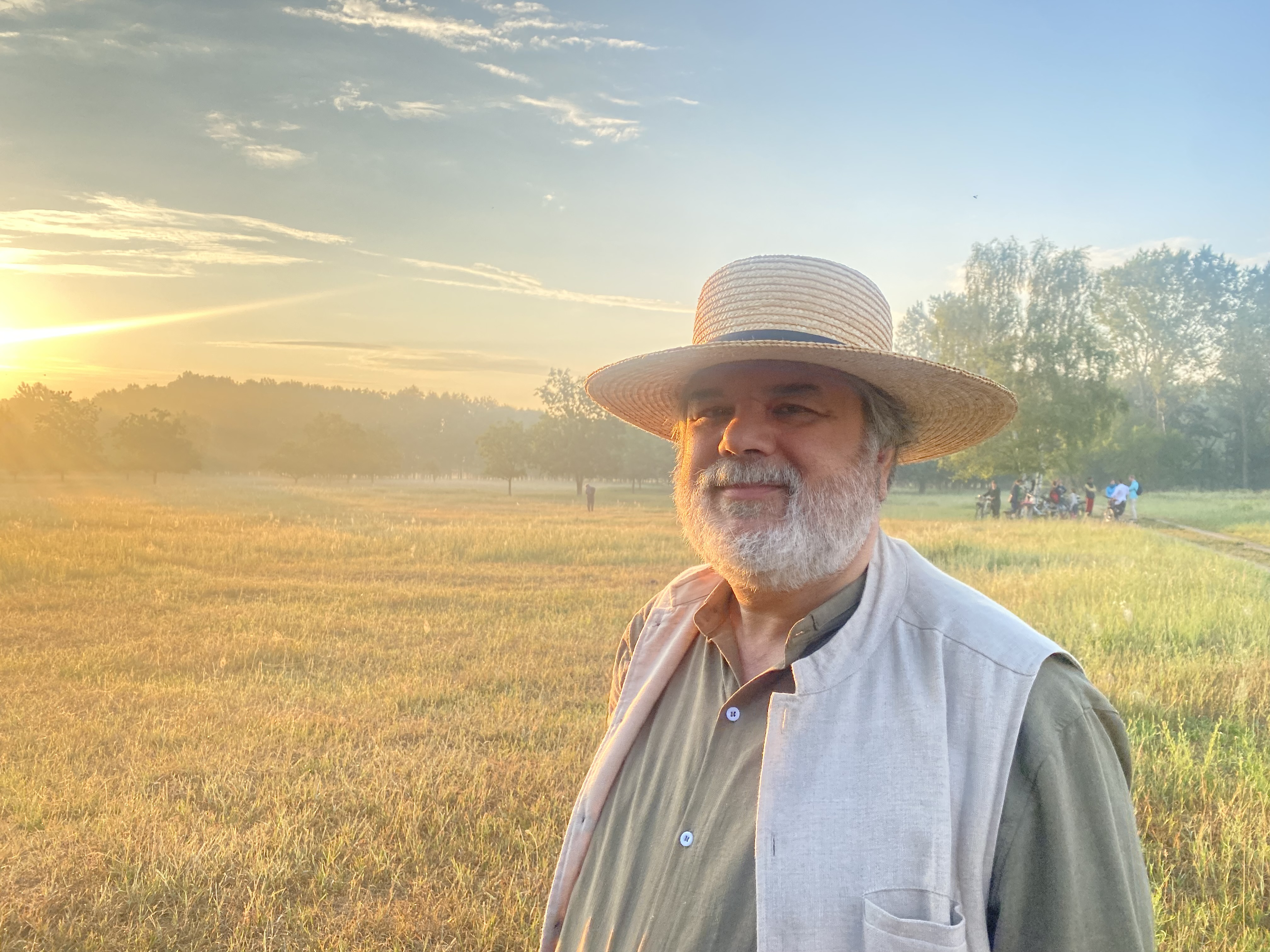
Sandeep Bhagwati (2022)

Sandeep Bhagwati (* 4. Juni 1963 in Bombay, heute Mumbai, Indien) ist ein Komponist, Künstler, Kurator und Autor.

## Leben
In Mumbai als Sohn einer deutschen Mutter und eines indischen Vaters geboren, wuchs Bhagwati ab seinem 5. Lebensjahr in Deutschland auf. Er besuchte von 1976 bis 1982 das Gymnasium Athenaeum in Stade und legte dort sein Abitur ab. Danach studierte er von 1984 bis 1987 am Mozarteum Salzburg und der Musikhochschule München bei Lehrern wie Rupert Huber, Boguslaw Schaeffer und Wilhelm Killmayer und nahm Unterricht bei Hans-Jürgen von Bose, Edison Denisov, Brian Ferneyhough und Tristan Murail. Seine Ausbildung in Computermusik erhielt er in einem einjährigen Studium am IRCAM/Centre Georges Pompidou, Paris.
Von 2000 bis 2003 war er Professor für Komposition an der Musikhochschule Karlsruhe. Seit 2006 hat er den Canada Research Chair in Inter-X Art Practice and Theory an der Faculty of Fine Arts der Concordia University, Montreal, Québec, Kanada inne. 
Bhagwati lebt und arbeitet in Montreal und Québec in Kanada. 

## Werk
Sandeep Bhagwati schrieb zahlreiche musikalische Werke, die weltweit aufgeführt werden. Sein künstlerisches Gesamtwerk überschreitet dabei mehrere Disziplinen und Genres: Er widmet sich sowohl der klassischen Arbeit als Komponist als auch dem Erforschen neuer performativer Formen unter Verwendung elektronischer Medien und dem Arbeiten im multimedialen Performance- und Installationsbereich. Daneben veröffentlicht er theoretische Texte zur aktuellen Situation der Künste und verfasst Rundfunksendereihen für verschiedene öffentlich-rechtliche Rundfunksender. 1991 war er Mitinitiator des Münchner A•DEvantgarde-Festivals, das er bis 1995 leitete. Seitdem konzipierte er mehrere Festivals. Die theoretische wie künstlerische Auseinandersetzung mit den Musikkulturen Asiens ist ein wesentlicher Schwerpunkt seines Arbeitens. Beispielhaft dafür ist seine Oper Ramanujan, die 1998 im Rahmen der Münchener Biennale uraufgeführt wurde, sowie Workshops mit dem Ensemble Modern und indischen Musikern in den Jahren 2002–2003.

## Preise und Auszeichnungen
Seine Arbeit wurde mit zahlreichen Preisen und Stipendien ausgezeichnet, u. a. mit dem Europäischen Kompositionspreis der Akademie der Künste Berlin und dem Ernst-von-Siemens Förderpreis. Von 1995 bis 1998 war er Komponist am IRCAM in Paris, Gastkomponist in Royaumont, am ZKM Karlsruhe, am IEM Graz (Institut für Elektronische Musik und Akustik) und beim Beethoven Orchester Bonn; 2004/2005 war er Stipendiat des Internationalen Künstlerhauses Villa Concordia in Bamberg.